# Alban Berg

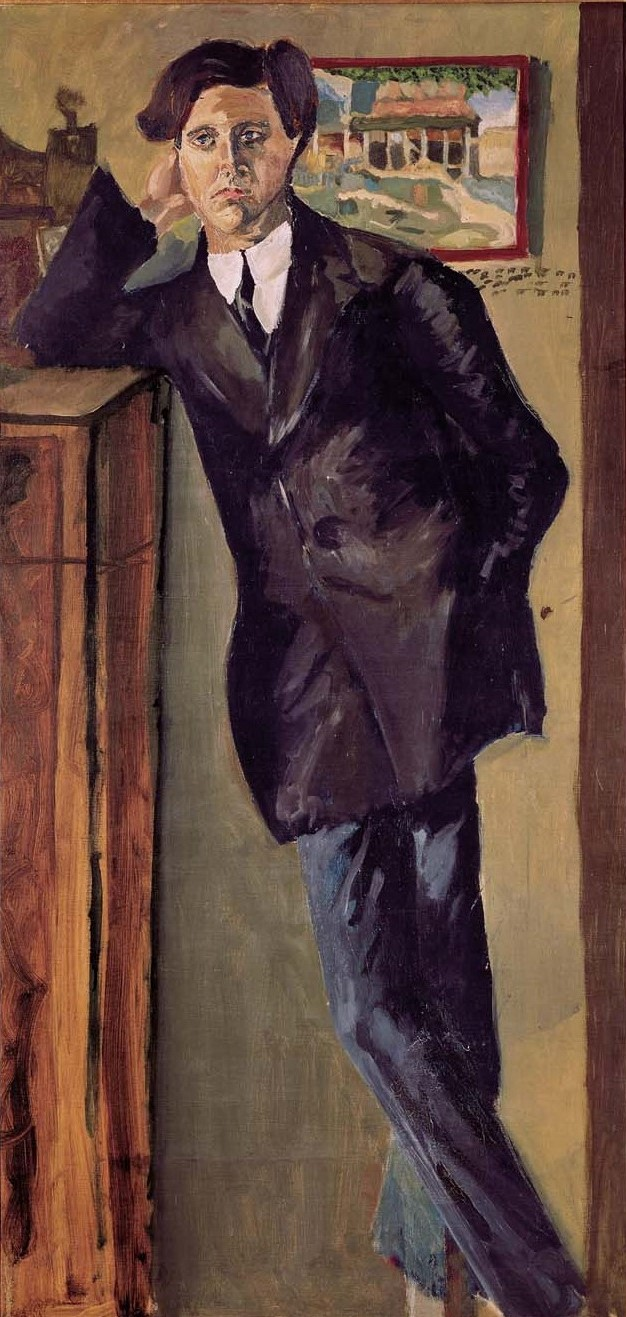
Arnold Schönberg: Alban Berg, um 1910

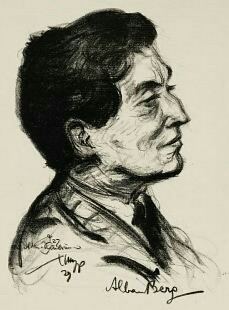
Alban Berg (porträtiert von Emil Stumpp, 1927)

Alban Berg (* 9. Februar 1885 in Wien, Österreich-Ungarn; † 24. Dezember 1935 ebenda) war ein österreichischer Komponist der Zweiten Wiener Schule. Er wurde am 1. März 1885 in der Pfarrkirche St. Peter auf den Namen Albano Maria Johannes Berg getauft. Das „o“ in Albano stand nur auf dem Taufschein und tauchte danach nie wieder auf.

## Leben
Alban Berg wurde als drittes von vier Kindern des wohlhabenden Geschäfts- und Exportkaufmanns Conrad Berg und dessen Frau Johanna, geb. Braun, in Wien geboren. Sein Onkel Caspar Berg (1829–1892) war Metallunternehmer in Nürnberg. Als Alban Berg 15 Jahre alt war, starb sein Vater, und seine Mutter führte das Devotionaliengeschäft ihres Mannes weiter. Vielseitig begabt, war Berg als Schüler an Literatur und Musik gleichermaßen interessiert; zusammen mit seiner um ein Jahr jüngeren Schwester Smaragda erhielt er Klavierunterricht und begann mit 16 Jahren Lieder zu komponieren, die von seinem älteren Bruder Charly – der bereits Kaufmann war – und Smaragda gesungen wurden.
Als 17-Jähriger verliebte sich Alban Berg in das im elterlichen Haushalt tätige Küchenmädchen Marie Scheuchl. Am 4. Dezember 1902 brachte Marie Scheuchl seine uneheliche Tochter Albine († 1954) zur Welt, zu deren Vaterschaft sich Alban Berg am 8. Dezember 1903 schriftlich bekannte.
Im Oktober 1904 erschien in der Neuen Musikalischen Presse die Ankündigung eines Kompositionskurses des 30-jährigen Komponisten Arnold Schönberg. Charly Berg legte ihm ohne Albans Wissen Lieder seines Bruders vor und Schönberg erklärte sich bereit, den jungen Mann in seinen Kurs aufzunehmen. Nach dem Ende des Kurses unterrichtete Schönberg Alban unentgeltlich privat weiter, weil dieser als unbezahlter Rechnungspraktikant der Niederösterreichischen Landesregierung über kein Einkommen verfügte und seine Mutter zu wenig verdiente, um ihm eine Ausbildung zum Komponisten zu ermöglichen. Im folgenden Jahr fiel Johanna Berg nach dem Tod ihrer Schwester eine reiche Erbschaft zu, die ihr die Möglichkeit gab, ihre beiden Söhne jahrelang mit einer großzügigen Apanage zu unterstützen.
Ende des Jahres 1906 lernte der junge Komponist die gleichaltrige Helene Nahowski kennen. Sie galt als Tochter des reichen Privatiers Franz Nahowski und seiner Frau Anna, war aber möglicherweise die Tochter des Kaisers Franz Joseph I. Jedenfalls stellte sich Herr Nahowski jahrelang gegen eine Verbindung der beiden, bis er 1911 widerwillig seine Zustimmung zur Hochzeit gab. Ab da verbrachten Alban und Helene ihre Sommerurlaube häufig im Haus der Schwiegereltern in Trahütten, einem hochgelegenen Dorf in der Steiermark, seltener auf Johanna Bergs Besitztum, dem „Berghof“, am Ossiachersee in Kärnten.
Im Jahr 1912 entstanden die Fünf Orchesterlieder nach Ansichtskartentexten von Peter Altenberg op. 4. Zwei dieser Lieder, die Nummern 2 und 3, brachte Arnold Schönberg im Rahmen des berüchtigten Skandalkonzerts von 1913 zur Uraufführung. Diese beiden Lieder führten zu jenem berühmten Tumult, infolgedessen das Konzert abgebrochen werden musste.
Arnold Schönberg feierte am 13. September 1914 seinen 40. Geburtstag. Alban Berg verehrte ihm seine nahezu vollendeten Drei Orchesterstücke, op. 6; aufgeführt konnten sie allerdings nicht werden, weil zwei Monate zuvor der Erste Weltkrieg begonnen hatte.
Von August 1915 bis November 1918 diente Berg in der österreichischen Armee, wegen seines Asthmas nicht an der Front, sondern als Schreiber im Kriegsministerium in Wien. Schon 1915 arbeitete er an der Textfassung seiner ersten Oper Wozzeck, die er 1917, in enger Anlehnung an Georg Büchners Drama Woyzeck, abschloss. Zu komponieren begann er in den beiden letzten Kriegsjahren – zumeist während mühsam erlangter „Urlaube“ – im weniger hungernden Trahütten.
Nach dem Ersten Weltkrieg unterrichtete Alban Berg Komposition und unterstützte Arnold Schönberg in der Leitung des Vereins für musikalische Privataufführungen. Die Komposition des Wozzeck war 1921 vollendet, im nächsten Jahr erschien im Selbstverlag der Klavierauszug.
Im Juni 1923 wurden zwei der drei Orchesterstücke aus dem Jahr 1914 im Rahmen der Österreichischen Musikwoche in Berlin aufgeführt, im August erklang beim Internationalen Kammermusikfest in Salzburg mit großem Erfolg Alban Bergs erstes Streichquartett, das er 12 Jahre zuvor für seine Frau Helene komponiert hatte.
Im Juni 1924 führte der Dirigent Hermann Scherchen Drei Bruchstücke aus der Oper Wozzeck beim Festkonzert des Allgemeinen Deutschen Musikvereins in Frankfurt auf, in Österreich erhielt Alban Berg den Kunstpreis der Stadt Wien und für das Jahr 1925 war die Uraufführung seiner Oper Wozzeck durch Erich Kleiber in Berlin beschlossene Sache.
In der Zeit vom 15. bis 20. Mai 1925 fand in Prag ein Internationales Musikfest statt, bei dem die Drei Bruchstücke aus der Oper Wozzeck durch Alexander Zemlinsky auf das Programm gesetzt wurden. Auf Betreiben Franz Werfels, dem Freund Alma Mahlers, lud dessen Schwester Hanna Fuchs-Robettin Alban Berg zu dieser Veranstaltung ein. Eine ganze Woche lebte Alban in Kontakt mit Hanna, ihren beiden Kindern und ihrem Mann. In dieser Zeit entstand ein Liebesverhältnis zwischen Alban und Hanna, das bis zur Uraufführung des Wozzeck am Ende des Jahres in Berlin andauerte. Alban Bergs im nächsten Jahr fertig gestelltes zweites Streichquartett, die Lyrische Suite, schildert nicht nur durch die Musik, sondern auch im geschriebenen Wort den tiefen Eindruck, den diese Zäsur in seinem Leben machte. War bisher alles Komponierte im Blickpunkt auf Helene entstanden, änderte sich dieser nun auf Hanna Fuchs, symbolisiert durch die Töne „H“ und „F“.
Zu Ende des Jahres 1927 konkretisierte Berg einen neuen Opernplan: Aus zwei Dramen Frank Wedekinds, aus Erdgeist und Die Büchse der Pandora, erstellte er das Libretto zu einem dreiaktigen Werk, zur Oper Lulu. Die Universal Edition, sein Musikverlag, war an der Realisierung dieser Komposition sehr interessiert.
In den folgenden Jahren errang Alban Bergs Wozzeck große Erfolge, sowohl an den Bühnen Deutschlands, als auch in der Sowjetunion (1927 St. Petersburg) und in den USA (1931 Philadelphia). Er war ein gefragter Juror und häufig Gast bei den Premieren seiner Oper, so 1930 in Wien, ein Jahr später in Zürich und 1932 in Brüssel, wo er ein Liebesverhältnis mit Anny Askenase, der Frau eines seiner Gastgeber, einging. Im gleichen Jahr ersteigerte sich der Komponist ein Haus in Auen (Gemeinde Schiefling am Wörthersee) in Kärnten, das „Waldhaus“, in dem er nun den Großteil des Jahres lebte und in Ruhe arbeiten konnte.
1933, nach der Machtergreifung Adolf Hitlers in Deutschland, emigrierte Arnold Schönberg nach Amerika, und auch Alban Bergs Musik wurde als „Entartete Musik“ diffamiert. Viele Bühnen wagten es nicht mehr, seine Oper Wozzeck aufzuführen, und dadurch gingen die Einnahmen drastisch zurück. Er lebte nun von einer monatlichen Ressource, die ihm die Universal Edition bis zur Vollendung seiner Oper Lulu ausgesetzt hatte. Sein körperliches Befinden verschlechterte sich, Asthma und die Anfälligkeit für Furunkelbildungen nahmen zu.

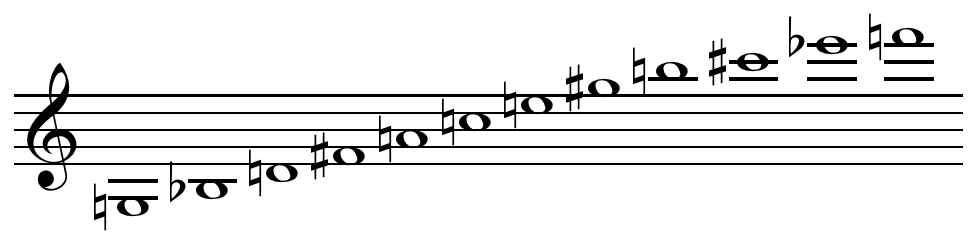
Zwölftonreihe aus dem Berg’schen Violinkonzert

Im Februar 1935 begann Alban Berg mit der Komposition eines Violinkonzerts, einer Auftragskomposition des amerikanischen Geigers Louis Krasner, die ihm dringend benötigtes Geld brachte und im August fertig war.
Wie bei seiner Oper Wozzeck stellte Alban Berg unter dem Titel Symphonische Stücke aus der Oper Lulu bereits komponierte Teile seiner Oper zu einer Suite von fünf Stücken zusammen, die im November 1934 in Berlin unter Erich Kleiber zur Uraufführung gelangte und auch im Dezember 1935 in Wien zur Aufführung kam. Wenige Tage nach der Wiener Aufführung wurde der Komponist mit einer schweren Furunkulose ins Spital eingeliefert und starb an einer Sepsis in der Nacht vom 23. auf den 24. Dezember.

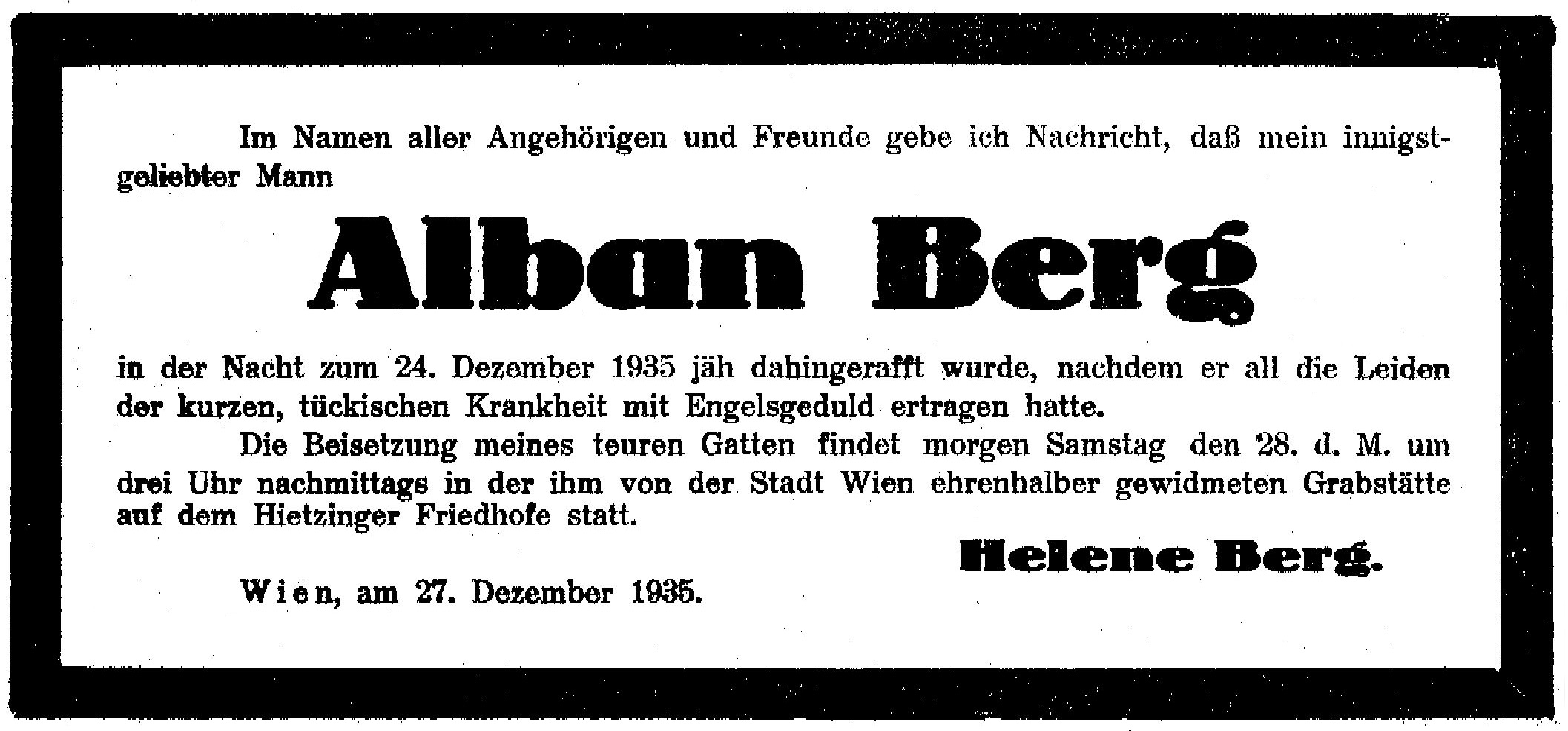
Die Todesanzeige in der NFP

Nach den publizierten Erinnerungen von Soma Morgenstern war Alban Bergs früher Tod durch seine Frau Helene verursacht, die ihrem Gatten aus Sparsamkeit ein Furunkel unfachmännisch aufgeschnitten und dadurch die Blutvergiftung ausgelöst haben soll.
Anna Mahler nahm Berg die Totenmaske ab.

## Schüler
Komposition lernten im Unterricht bei Alban Berg unter anderem Fritz Heinrich Klein (1918), Hans Erich Apostel (1925–1935), Theodor W. Adorno (1925/26), Hanns Jelinek, Lars-Erik Larsson (im Sommer 1929/30) und Aron Marko Rothmüller (1928–1932).

## Werk
Sein Werk vereint Einflüsse der Mahlerschen Spätromantik mit Arnold Schönbergs freier Tonalität und später der Zwölftontechnik. Obwohl Berg sich selbst immer als „natürlicher Fortsetzer richtig verstandener, guter, alter Tradition“ verstand, gehört er zu den großen Neuerern der Musik des 20. Jahrhunderts. Sein Werk, einst heftig umstritten, zählt heute längst zur klassischen Moderne und fasziniert unverändert durch eine charakteristische Verbindung von konstruktiver Strenge und persönlichem klangsinnlichen Ausdruck.

### Opernwerke

#### Wozzeck
Wozzeck ist eine Oper in drei Akten nach dem Dramenfragment Woyzeck von Georg Büchner. Die Arbeit an der Oper hatte Berg schon 1921 beendet. Eine Aufführung von drei Ausschnitten im Jahr 1924 brachte ihm den ersten öffentlichen Erfolg. Im Jahre darauf wurde von Erich Kleiber, dem frischgebackenen jungen Generalmusikdirektor der Berliner Staatsoper, nach 137 Proben am 14. Dezember 1925 das Werk zur Uraufführung gebracht. Der Wozzeck gilt heute als Markstein in der Geschichte der Oper und als eines der bedeutendsten Werke des 20. Jahrhunderts, zumal das Werk nach 1945 internationalen Ruhm errang. Wichtige Dirigenten setzten sich für dieses Werk ein, darunter besonders Karl Böhm, der es über Jahrzehnte hinweg an der Wiener Staatsoper leitete und in Walter Berry einen von Kritik und Publikum als ideal empfundenen Protagonisten fand. Aber auch Claudio Abbado und Pierre Boulez gestalteten rezeptionsgeschichtlich wichtige Live-Aufführungen sowie Platteneinspielungen. Wesentliche Regisseure, etwa Oscar Fritz Schuh, Luca Ronconi oder Patrice Chéreau, schufen vielbeachtete Inszenierungen.
Franz Grundheber gilt als bedeutendster Wozzeck-Interpret am Ende des 20. und Beginn des 21. Jahrhunderts.

#### Lulu
Lulu ist eine unvollendete Oper in drei Akten nach den Dramen Erdgeist und Die Büchse der Pandora von Frank Wedekind. Das unvollendete Werk wurde 1937 in Zürich uraufgeführt (zwei Akte, plus die zwei letzten Sätze der Symphonischen Stücke). Die Vollendung des dritten Aktes – die musikalische Struktur war nahezu vollständig erhalten, aber nur „flüchtig skizziert“ – erhoffte Helene Berg sich von Arnold Schönberg, der, wie später auch Webern und Zemlinsky, aber ablehnte. Wahrscheinlich ohne ihr Wissen vollendete – als Auftragsarbeit für die Universal Edition – ab 1962 den dritten Akt schließlich Friedrich Cerha. Das vervollständigte Stück in drei Akten wurde drei Jahre nach Helene Bergs Tod (1976) am 24. Februar 1979 an der Opéra nationale de Paris uraufgeführt.

### Orchesterwerke
Weitere bedeutende Werke sind die Drei Orchesterstücke (op. 6) von 1914, das Kammerkonzert für Klavier, Violine und 13 Blasinstrumente, die Konzertarie Der Wein (Le Vin) nach Texten von Charles Baudelaire und das Violinkonzert.
Das bekannteste Werk Bergs neben Wozzeck und Lulu dürfte sein Violinkonzert (1935) sein. Im Herbst 1934 hatte der amerikanische Geiger Louis Krasner ein Violinkonzert in Auftrag gegeben. Ende April 1935 erhielt Alban Berg die Nachricht vom Tod der 18-jährigen, an Kinderlähmung erkrankten Manon Gropius, der Tochter Alma Mahler-Werfels aus ihrer Ehe mit dem Architekten Walter Gropius. Um seine Verbundenheit mit Alma Mahler-Gropius-Werfel zu deklarieren, trägt das Werk den Untertitel „Dem Andenken eines Engels“. Die Uraufführung des Violinkonzerts fand posthum am 19. April 1936 mit Louis Krasner unter der Leitung von Hermann Scherchen statt auf dem Musikfest in Barcelona. Es wurde damit zu seinem eigenen Requiem.

## Werkliste
- Jugendlieder (1903–1908). Hrsg. Christopher Hailey, Universal Edition Wien 1985/1987
- Sieben frühe Lieder für eine Singstimme mit Klavier nach Gedichten von Johannes Schlaf, Theodor Storm, Otto Erich Hartleben, Rainer Maria Rilke, Paul Hohenberg, Carl Hauptmann und Nikolaus Lenau (1905–1908, revidiert und instrumentiert 1928)
- Zwölf Variationen über ein eigenes Thema für Klavier (1908)
- op. 1 Klaviersonate (vor 1910, revidiert 1925)
- op. 2 Vier Lieder für eine Singstimme mit Klavier aus „Dem Schmerz sein Recht“ von Friedrich Hebbel und aus „Der Glühende“ von Alfred Mombert (1908/1909, revidiert 1920)[6]
- op. 3 Streichquartett (1910, revidiert 1924)
- op. 4 Orchesterlieder nach Ansichtskarten von Peter Altenberg (5 Lieder) (1912)
- op. 5 Vier Stücke für Klarinette und Klavier (1913)
- op. 6 Drei Orchesterstücke (1914)
- op. 7 Wozzeck, Oper in 3 Akten (15 Szenen) nach Georg Büchners Woyzeck (1917–1922, Uraufführung am 14. Dezember 1925 in Berlin), Konzertante Fassung: Drei Bruchstücke aus der Oper „Wozzeck“ (1924)
- Kammerkonzert für Klavier, Geige mit dreizehn Bläsern (1923–1925), Bearbeitung des 2. Satzes als Trio für Geige, Klarinette und Klavier (1935)
- Schließe mir die Augen beide, zwei Vertonungen eines Gedichtes von Theodor Storm für eine Singstimme und Klavier (1907 und 1925)
- Lyrische Suite für Streichquartett (1925–1926), Bearbeitung der Sätze 2, 3 und 4 für Streichorchester (1928)
- Der Wein, Konzertarie mit Orchester nach dem gleichnamigen Gedichtzyklus aus Les fleurs du mal von Baudelaire in der deutschen Übertragung von Stefan George (1929)
- Lulu, Oper in 3 Akten nach den Tragödien Erdgeist und Die Büchse der Pandora von Frank Wedekind (1929–1935 von Berg nicht vollendet, Rekonstruktion des dritten Aktes durch Friedrich Cerha 1962–1978), Konzertante Fassung: Symphonische Stücke aus der Oper „Lulu“ (Rondo, Ostinato, Lied der Lulu, Variationen, Adagio) (1934)
- Violinkonzert („Dem Andenken eines Engels“) (1935)

Seit 1984 gibt die Alban Berg Stiftung eine Alban-Berg-Gesamtausgabe heraus, die als Historisch-kritische Ausgabe angelegt ist. Dafür werden erstmals sämtliche überlieferten Quellen herangezogen.

## Schriften
Berg schrieb eine Reihe an Aufsätzen, unter anderem für die Musikzeitschriften Anbruch (dessen Herausgeber er fast geworden wäre) und 23 – Eine Wiener Musikzeitschrift.
- Verzeichnis der Schriften bei Wikisource.
- Was ist atonal? – Ein Radio-Dialog, 1930[7]

### Briefausgaben
- Letters to his wife / Alban Berg. Herausgegeben, übersetzt und kommentiert von Bernard Grun, Faber and Faber, London 1971, ISBN 0-571-08395-1.
- Alban Berg. [569] Briefe an seine Frau [Helene Berg] [1907–1935], Langen Müller, München 1965.
- Th. W. Adorno – Alban Berg. Briefwechsel 1925–35, herausgegeben von Henri Lonitz, Suhrkamp, Frankfurt 1997.
- Herwig Knaus (Hrsg.): Alban Berg. Handschriftliche Briefe, Briefentwürfe und Notizen. Florian Noetzel Verlag, Wilhelmshaven 2004, ISBN 3-7959-0839-6.
- Herwig Knaus, Thomas Leibnitz (Hrsg.): Alban Berg. Maschinenschriftliche und handschriftliche Briefe, Briefentwürfe, Skizzen und Notizen. Florian Noetzel Verlag, Wilhelmshaven 2005, ISBN 3-7959-0857-4.
- Herwig Knaus, Thomas Leibnitz (Hrsg.): Alban Berg. Briefentwürfe, Aufzeichnungen, Familienbriefe. Das Bergwerk. Florian Noetzel Verlag, Wilhelmshaven 2006, ISBN 3-7959-0873-6.
- Briefwechsel Arnold Schönberg – Alban Berg 1906–1935, (= Briefwechsel der Wiener Schule, Band 3), herausgegeben von Juliane Brand, Christopher Hailey Und Andreas Meyer, Schott, Mainz 2007
- Herwig Knaus, Thomas Leibnitz (Hrsg.): Altenberg bis Zuckerkandl. Briefe an Alban Berg. Liebesbriefe von Alban Berg. Erhard Löcker, Wien 2012, ISBN 978-3-85409-470-8.
- Herwig Knaus, Thomas Leibnitz (Hrsg.): Briefwechsel Alban Berg – Helene Berg. Gesamtausgabe. Florian Noetzel Verlag, Wilhelmshaven 2012 / 2014, Teil I. ISBN 978-3-7959-0951-2, Teil II. 978-3-7959-0953-6, Teil III. 978-3-7959-0955-0.
- Herwig Knaus (Hrsg.) Alban und Helene. Ein Briefwechsel. Taschenbücher zur Musikwissenschaft Bd. 165. Florian Noetzel Verlag, Wilhelmshaven 2015, ISBN 978-3-7959-0981-9.

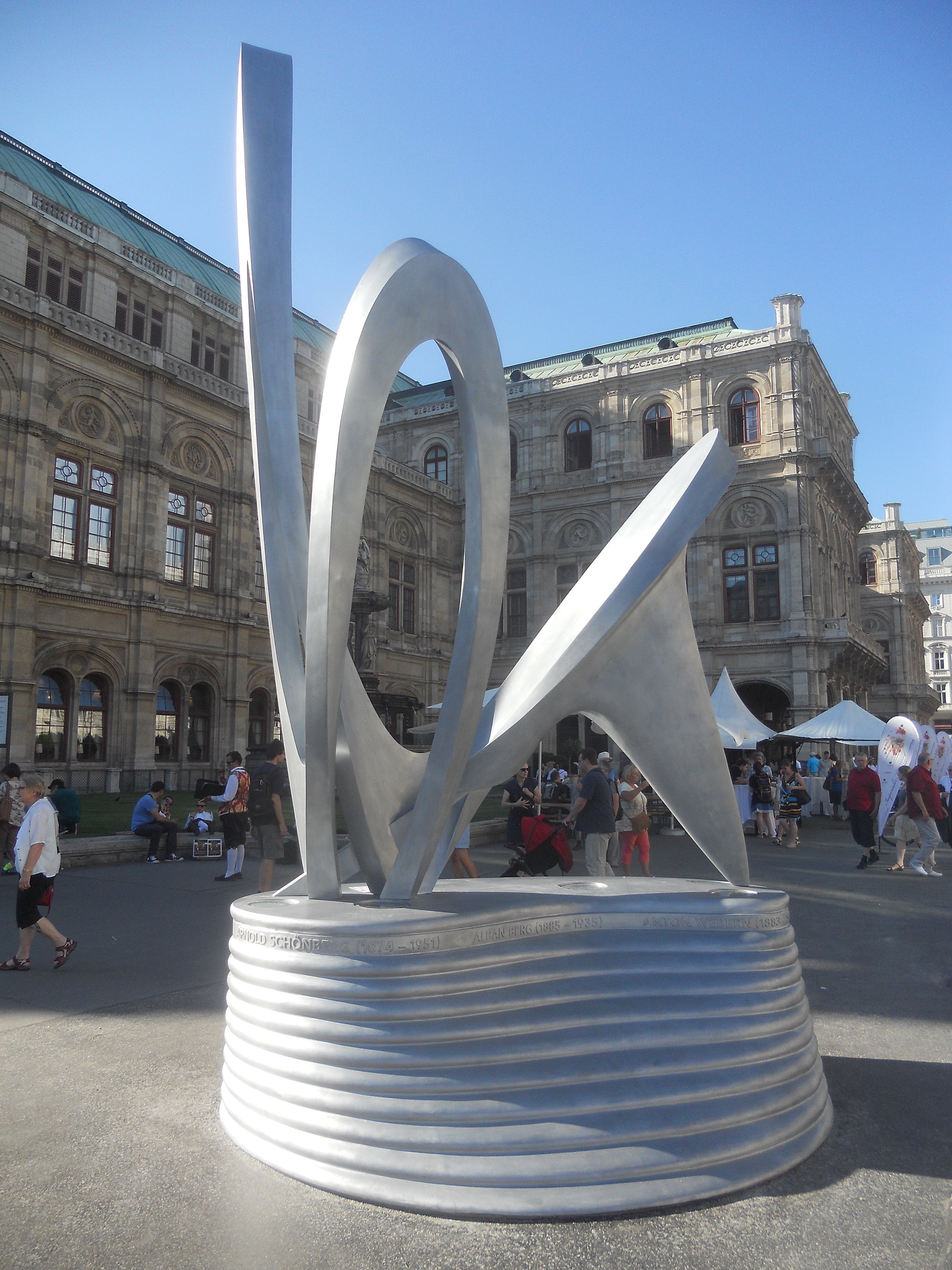
Alban-Berg-Denkmal vor der Wiener Staatsoper

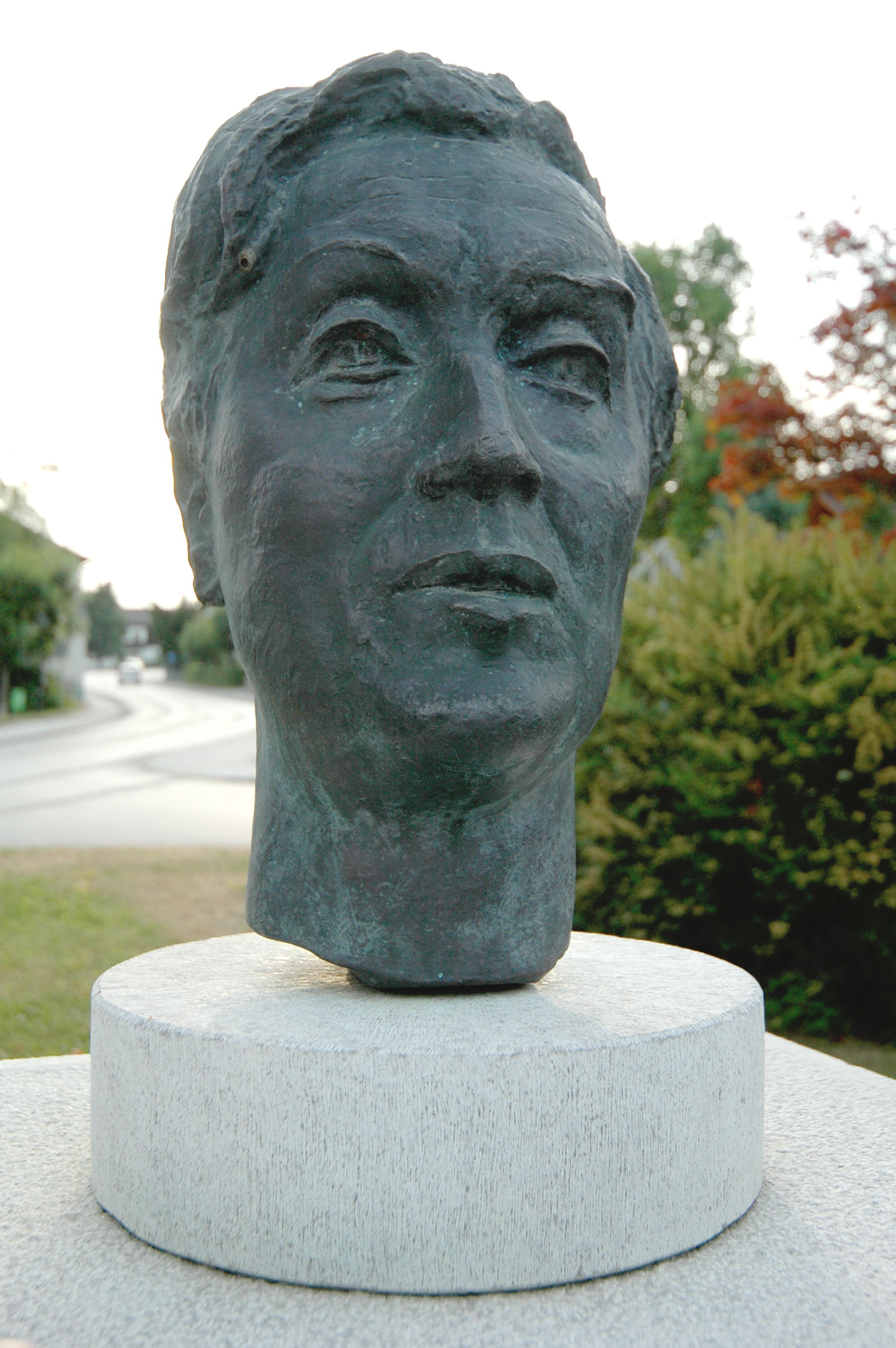
Alban Berg-Büste vor dem Gemeindeamt in Schiefling am Wörthersee in Kärnten

## Postume Würdigungen
Er ruht in einem ehrenhalber gewidmeten Grab auf dem Hietzinger Friedhof (Gruppe 49, Nummer 24 F). Im Jahre 1969 wurde der Alban-Berg-Weg in Wien-Hietzing nach ihm benannt. In Trahütten erinnert der Alban-Berg-Weg an ihn, an dem sich die Alban-Berg-Villa befindet. 2016 wurde vor der Wiener Staatsoper ein von Wolf D. Prix geschaffenes Denkmal enthüllt. 1990 wurde der Asteroid (4528) Berg nach ihm benannt. 1971 gründete sich das Alban Berg Quartett und gehörte bis zu seiner Auflösung 2008 zu den weltweit führenden Streichquartetten.